# Andrej Czuryła
Andrej Wiktarawicz Czuryła (biał.  Андрэй Віктаравіч Чурыла, ros. Андрей Викторович Чурило, Andriej Wiktorowicz Czuriło; ur. 19 maja 1993 w Baranowiczach) – białoruski lekkoatleta specjalizujący się w skoku wzwyż. 
W 2010 zajął czwarte miejsce na igrzyskach olimpijskich młodzieży U-18. Finalista juniorskich mistrzostw Europy z 2011 oraz mistrz świata juniorów z 2012. Podczas igrzysk olimpijskich w Londynie nie zaliczył żadnej wysokości w eliminacjach i nie awansował do finału. Jedenasty zawodnik mistrzostw Europy w Zurychu (2014).
Medalista mistrzostw Białorusi oraz reprezentant kraju na drużynowych mistrzostwach Europy i w meczach międzypaństwowych juniorów. 
Rekordy życiowe: stadion – 2,30 (18 lipca 2015, Mińsk); hala – 2,30 (7 lutego 2016, Mińsk). 

## Osiągnięcia
| Rok  | Impreza                                               | Miejsce        | Pozycja           | Wynik |
| ---- | ----------------------------------------------------- | -------------- | ----------------- | ----- |
| 2010 | Kwalifikacje Europy do igrzysk olimpijskich młodzieży | Moskwa         | 6. miejsce        | 2,02  |
| 2010 | Igrzyska olimpijskie młodzieży                        | Singapur       | 4. miejsce        | 2,14  |
| 2011 | Mistrzostwa Europy juniorów                           | Tallinn        | 12. miejsce       | 2,05  |
| 2012 | Mistrzostwa świata juniorów                           | Barcelona      | 1. miejsce        | 2,24  |
| 2012 | Igrzyska olimpijskie                                  | Londyn         | -                 | NH    |
| 2013 | Superliga drużynowych mistrzostw Europy               | Gateshead      | 9. miejsce        | 2,15  |
| 2013 | Młodzieżowe mistrzostwa Europy                        | Tampere        | 9. miejsce        | 2,14  |
| 2014 | Mistrzostwa Europy                                    | Zurych         | 11. miejsce       | 2,21  |
| 2015 | Młodzieżowe mistrzostwa Europy                        | Tallinn        | el. – 22. miejsce | 2,10  |
| 2016 | Igrzyska olimpijskie                                  | Rio de Janeiro | el. – 30. miejsce | 2,22  |